# Aulacothoracicus costaricensis
Aulacothoracicus costaricensis es un coleóptero de la familia Chrysomelidae.
Fue descrita en 2006 por Watts.